# Alysia
Alysia is een geslacht van insecten uit de orde vliesvleugeligen (Hymenoptera) en de familie schildwespen (Braconidae).

## Soorten
- A. agricolator Zetterstedt, 1838
- A. aino Belokobylskij, 1998
- A. alkonost Belokobylskij, 1998
- A. alticola (Ashmead, 1890)
- A. arcans Wharton, 1988
- A. atra Haliday, 1838
- A. auca Belokobylskij, 1998
- A. austroussurica Belokobylskij, 1998
- A. avatsha Belokobylskij, 1998
- A. betela Papp, 1991
- A. bilobata Wharton, 1988
- A. brachycera Thomson, 1895
- A. brachyura Gurasashvili, 1984
- A. brevissima Wharton, 1986
- A. bucephala Marshall, 1898
- A. cayennensis Spinola, 1840
- A. cingulata Nees, 1834
- A. cordylurae Tobias, 1999
- A. coxalis (Ashmead, 1902)
- A. curata Fischer & Zaykov, 1983
- A. divergens Bengtsson, 1926
- A. diversiceps Fischer, 1967
- A. elongata Wharton, 1986
- A. exigua Brues, 1910
- A. fossulata Provancher, 1888
- A. frigida Haliday, 1838
- A. fuscipennis Haliday, 1838
- A. gamaiun Belokobylskij, 1998
- A. glabra Wharton, 1988
- A. haplura Wharton, 1988
- A. heterocera Thomson, 1895
- A. incongrua Nees, 1834
- A. intermedia Wharton, 1988
- A. kokujevi Tobias, 1986
- A. latifrons Statz, 1936
- A. lel Belokobylskij, 1998
- A. lesavka Belokobylskij, 1998
- A. longifrons Belokobylskij, 1998
- A. lucens Provancher, 1881
- A. lucia Haliday, 1838
- A. lucicola Haliday, 1838
- A. luciella Stelfox, 1941
- A. luteostigma Papp, 1993
- A. macrops Wharton, 1986
- A. macrostigma Spinola, 1851
- A. mandibulator (Nees, 1812)
- A. manducator (Panzer, 1799)
- A. masneri Wharton, 1988
- A. meridiana Wharton, 1986
- A. mexicana Wharton, 1986
- A. micans (Viereck, 1903)
- A. mimica Gurasashvili, 1984
- A. mogol Belokobylskij, 1998
- A. mokosh Belokobylskij, 1998
- A. montana Wharton, 1988
- A. nemiza Belokobylskij, 1998
- A. nigritarsis Thomson, 1895
- A. nitidulator Zetterstedt, 1838
- A. nudinotum Wharton, 1986
- A. obasa Papp, 1991
- A. obscuripes Thomson, 1895
- A. pestovensis Tobias, 1999
- A. petrina Brues, 1910
- A. phanerognatha Cockerell, 1927
- A. picta Goureau, 1851
- A. ponerola Papp, 2009
- A. postfurcata Wharton, 1986
- A. proia Wharton, 1988
- A. provancheri Dalla Torre, 1898
- A. pyrenaea Marshall, 1894
- A. rudis Tobias, 1962
- A. rufidens Nees, 1834
- A. ruskii Cockerell, 1913
- A. ryzhik Belokobylskij, 1998
- A. salebrosa Wharton, 1986
- A. shangrila Wharton, 1986
- A. similis (Nees, 1812)
- A. sirin Belokobylskij, 1998
- A. sophia Haliday, 1838
- A. subaperta Thomson, 1895
- A. subproia Tobias, 1999
- A. subtilis Wharton, 1988
- A. thapsina Wharton, 1988
- A. tipulae (Scopoli, 1763)
- A. triangulator (Nees, 1812)
- A. truncator (Nees, 1812)
- A. tubulata Wharton, 1986
- A. umbrata Stelfox, 1941
- A. urcans Wharton, 1988
- A. verrucosa Papp, 1991
- A. vespertina Wharton, 1988
- A. villosa Wharton, 1986
- A. vladik Belokobylskij, 1998
- A. zaykovi Fischer, 1994